# Budapesti labdarúgó-bajnokság (első osztály)
A Budapesti első osztály a Budapesten zajló bajnokságok legmagasabb osztálya, országos szinten negyedosztálynak felel meg. A bajnok az NB III-ban folytathatja, míg a kiesők a BLASZ II-ben.

## Csapatok 2021/2022
A 2021/2022-es bajnokság csapatai
| Csapat                       | Település                |
| ---------------------------- | ------------------------ |
| Pénzügyőr SE                 | Budapest, X. kerület     |
| 43. Sz. Építők SK            | Budapest, XIII. kerület  |
| ASR Gázgyár                  | Budapest, III. kerület   |
| Budafoki MTE II              | Budapest, XXII. kerület  |
| Csep-Gól FC                  | Budapest, XXI. kerület   |
| Fővárosi Vízművek SK         | Budapest, IV. kerület    |
| Ikarus BSE-Fejlődő Kertváros | Budapest, XVI. kerület   |
| Csepel FC                    | Budapest, XXI. kerület   |
| Pestszentimrei SK            | Budapest, XVIII. kerület |
| Rákospalotai EAC             | Budapest, XV. kerület    |
| THSE-Szabadkikötő            | Budapest, XXI. kerület   |
| Testvériség SE               | Budapest, XV. kerület    |
| 1908 SZAC Budapest           | Budapest, XVIII. kerület |
| MUN SE                       | Budapest, X. kerület     |
| Unione FC                    | Budapest, XI. kerület    |
| XII. ker. Svábhegy FC        | Budapest, XII. kerület   |